# Merbau (Bunut)
Merbau is een bestuurslaag in het regentschap Pelalawan van de provincie Riau, Indonesië. Merbau telt 842 inwoners (volkstelling 2010).